# Национальная академия Государственной пограничной службы Украины имени Б. Хмельницкого
Национальная академия Государственной пограничной службы Украины имени Богдана Хмельницкого (укр. Національна академія Державної прикордонної служби України імені Богдана Хмельницького) — высшее государственное учебное заведение. Расположено в городе Хмельницкий.
В 1992 Постановлением Кабинета Министров Украины на базе Хмельницкого высшего артиллерийского командного училища им. маршала артиллерии М. Д. Яковлева был создан Институт Пограничных войск Украины. В июне 1993 осуществлен первый выпуск офицеров-пограничников, 90 офицеров направлены в Пограничные войска Украины. В июле того же года проведен набор на первый курс института. 4 августа 1995 Академии Пограничных войск Украины присвоено имя Богдана Хмельницкого.
В 1999 году Академии присвоен статус национальной.

## Структура
Академия организационно состоит из управления, отделов и служб, 23 кафедр и факультетов, адъюнктуры, докторантуры, центра подготовки и переподготовки специалистов, подразделов обеспечения учебного процесса.

## Факультет № 1 (военных наук)
- Кафедра оперативного искусства
- Кафедра управления
- Кафедра прикордонологии

## Факультет № 2 (охраны и защиты государственной границы)
- Кафедра тактики пограничной службы
- Кафедра пограничного контроля
- Кафедра кинологии
- Кафедра ОБЗС
- Кафедра связи, автоматизации и защиты информации

## Факультет № 3 (права)
- Кафедра управления оперативно-розыскной деятельностью
- Кафедра специальных дисциплин
- Кафедра криминального анализа и оперативно технического обеспечения
- Кафедра теории и истории государства и права
- Кафедра конституционного, административного и международного права
- Кафедра уголовного права
- Кафедра уголовного процесса и криминалистики
- Кафедра гражданского права и процесса

## Факультет № 4 (иностранных языков и гуманитарных дисциплин)
- Кафедра английского языка
- Кафедра перевода
- Кафедра немецкого и второго иностранного языка
- Кафедра педагогики и психологии
- Кафедра социально-экономических дисциплин

## Факультет № 5 (инженерно-технический)
- Кафедра транспортных средств и специальной техники
- Кафедра инженерного и технического обеспечения охраны государственной границы
- Кафедра общенаучных и инженерных дисциплин
- Кафедра телекоммуникаций и радиотехники

## Отдельные кафедры
- Кафедра педагогики и психологии
- Кафедра социально-экономических дисциплин
- Кафедра личной безопасности

За время своего существования академией подготовлено свыше 5500 офицеров, которые успешно проходят службу в подразделах и частях Государственной пограничной службы Украины, Внутренних войсках Министерства Внутренних дел, подразделениях Службы Безопасности Украины. Из них 300 офицеров было подготовлено для пограничных ведомств стран СНГ.
С 1994 до 2009 академия публиковала ежеквартальный «Сборник научных трудов Национальной академии Пограничных войск Украины», c 2009 — «Вестник Национальной академии государственной пограничной службы Украины».